# Java EE Connector Architecture
A Java EE Connector Architecture, röviden JCA, egy Java-alapú technológiai megoldás alkalmazásszerverek és vállalati információs rendszerek (EIS) együttműködéséhez. Míg a JDBC speciálisan Java EE alkalmazásokat kapcsol össze adatbázisokkal, a JCA egy generikusabb architektúrát ad. A JCA-t a JSR specifikálja: JSR 16 (JCA 1.0), JSR 112 (JCA 1.5), JSR 322 (JCA 1.6).

## JCA és J2EE
A J2EE 1.3 megköveteli az alkalmazásszervertől, hogy támogassa az JCA 1.0-t, J2EE 1.4 pedig JCA 1.5-öt igényel.

## Egyezmények
A Java EE Connector Architecture különféle szabványokat definiál a J2EE alkalmazás szerver és az ún. erőforrás-adapter között. Ezen egyezmények JCA 1.0-beli specifikációja a következő:
- Kapcsolatkezelés

A kapcsolatkezelés teszi lehetővé az alkalmazás komponensek számára az EIS-hez való kapcsolódást. Ez egy skálázható alkalmazáskörnyezetet eredményez, mely támogatja nagyszámú kliens hozzáférését az EIS-hez.
- Tranzakciókezelés

A tranzakciókezelés lehetővé teszi az alkalmazásszerver számára, hogy tranzakciókat menedzseljen több erőforráskezelőn keresztül. Támogatja az EIS-ek erőforráskezelői által belsőleg kezelt tranzakciókat is.
- Biztonságkezelés

A biztonságkezelés kiterjeszti a kapcsolatkezelési egyezményt biztonságspecifikus részletekkel.
További egyezmények lettek definiálva az JCA 1.5-ben, melyek a következők:
- Életcikluskezelés

Az életcikluskezelés lehetővé teszi az alkalmazásszerver számára, hogy menedzselje az erőforráskezelők életciklusát. Az alkalmazásszerver feltelepülése (illetve elindulása) közben betölti a megfelelő erőforráskezelő példányokat, leállításkor pedig jelzést küld nekik.
- Munkakezelés

A munkakezelés támogatást nyújt az erőforráskezelők által végzett hosszabb ideig tartó munkák elvégzéshez. Ezen felül lehetővé teszi, hogy az alkalmazásszerver végezze a szálak készletezését, felügyelését (az erőforrás-adapterek helyett).
- Tranzakcióbeáramlás-kezelés

A tranzakcióbeáramlás-kezelés lehetővé teszi az alkalmazásszerver számára, hogy részt vegyen importált tranzakciókban az ACID tulajdonságok megtartásával.
- Üzenetbeáramlás-kezelés

Az üzenetbeáramlás-kezelés lehetővé teszi az erőforráskezelő számára, hogy aszinkron üzenetkézbesítést valósítson meg (függetlenül az üzenet stílusától, szemantikájától, infrastruktúrájától). Ez az egyezmény azt is lehetővé teszi, hogy J2EE kompatibilis alkalmazásszerver esetén tetszőleges üzenetkézbesítő szolgáltatást illesszünk az erőforráskezelővel (JMS, JAXM, ...)

## Fordítás
- Ez a szócikk részben vagy egészben  a   Java EE Connector Architecture című angol Wikipédia-szócikk fordításán alapul.  Az eredeti cikk szerkesztőit annak laptörténete sorolja fel. Ez a jelzés csupán a megfogalmazás eredetét és a szerzői jogokat jelzi, nem szolgál a cikkben szereplő információk forrásmegjelöléseként.